# Pseudacteon tubiceroides
Pseudacteon tubiceroides är en tvåvingeart som beskrevs av Ronald Henry Lambert Disney 2000. Pseudacteon tubiceroides ingår i släktet Pseudacteon och familjen puckelflugor.
Artens utbredningsområde är Ungern. Inga underarter finns listade i Catalogue of Life.